# Анна-Марія Равнополська-Дин
Анна-Марія Равнополська-Дин (болг. Анна-Мария Равнополска-Дийн) — болгарська арфістка й композиторка.
Закінчила Софійську консерваторію, потім училася в Ліани Паскуали й Сьюзен Макдоналд. Одержала дуже престижний ступінь «Арт Диплома» Університету Індіани, Блумінгтон, США. В 1992 році дебютувала в нью-йоркському Карнеґі-холі. З 1991 року професор музики Американського Університету в Болгарії й продовжує активну концертну діяльність.

## Дискографія
- Bulgarian Harp Favorites, Arpa d'oro, CD 2003
- Legende: French Music for Harp, Gega compact disc, 1999
- Harpist at the Opera (honoring the Donizetti bicentennial), Arpa d'oro CD, 1997
- Harps of the Americas (Paraguayan and pedal harps), Arpa d'oro CD, 1996
- Erich Schubert Pop Harp Festival, Gega CD, 1994
- A Harpist's Invitation to the Dance, Gega CD, 1992